# Angers Sporting Club de l'Ouest 2012-2013

## Rosa
| N. |                           | Ruolo | Calciatore             |
| -- | ------------------------- | ----- | ---------------------- |
| 1  | Francia (bandiera)        | P     | Grégory Malicki        |
| 2  | Francia (bandiera)        | D     | Pierre Etienne Lemaire |
| 3  | Francia (bandiera)        | D     | Stevie Riga            |
| 4  | Francia (bandiera)        | D     | Jérémy Hénin           |
| 5  | Francia (bandiera)        | D     | Fabien Boyer           |
| 6  | Marocco (bandiera)        | C     | Hamza Hafidi           |
| 7  | Francia (bandiera)        | C     | Olivier Auriac         |
| 8  | Francia (bandiera)        | A     | Yoric Ravet            |
| 9  | Rep. del Congo (bandiera) | A     | Férébory Doré          |
| 10 | Argentina (bandiera)      | C     | Diego Sebastián Gómez  |
| 11 | Romania (bandiera)        | A     | Claudiu Keșerü         |
| 12 | Costa d'Avorio (bandiera) | D     | Marco Zoro             |
| 14 | Francia (bandiera)        | A     | Richard Socrier        |
| 15 | Marocco (bandiera)        | C     | Rayan Frikèche         |
| 16 | Francia (bandiera)        | P     | Thomas Gaudu           |

| N. |                    | Ruolo | Calciatore           |
| -- | ------------------ | ----- | -------------------- |
| 17 | Brasile (bandiera) | C     | Pessalli             |
| 18 | Guinea (bandiera)  | D     | Ibrahima Diallo      |
| 19 | Senegal (bandiera) | D     | Matar Fall           |
| 20 | Francia (bandiera) | C     | Charles Diers        |
| 21 | Francia (bandiera) | D     | Malik Couturier      |
| 22 | Francia (bandiera) | C     | Maxime Rousseau      |
| 23 | Francia (bandiera) | C     | Alharbi El Jadeyaoui |
| 25 | Francia (bandiera) | D     | Arnold Bouka Moutou  |
| 29 | Francia (bandiera) | C     | Vincent Manceau      |
| 28 | Francia (bandiera) | D     | Derek Décamps        |
| 30 | Francia (bandiera) | P     | Alexandre Letellier  |
|    | Francia (bandiera) | C     | Sofiane Boufal       |
|    | Francia (bandiera) | C     | Yannis Dogo          |
|    | Francia (bandiera) | A     | Jean-Pierre Nsame    |